# Ion Keith-Falconer

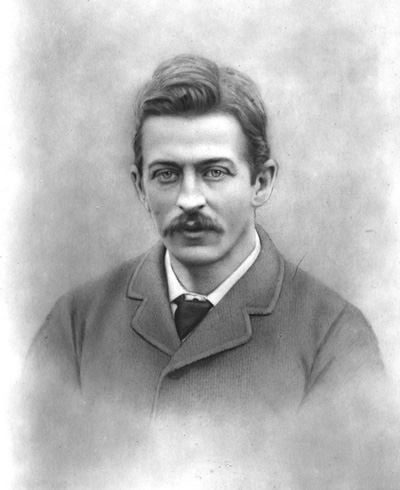
Ion Keith-Falconer

Ion Grant Neville Keith-Falconer (5 de julio de 1856 – 11 de mayo de 1887) fue un misionero y arabista escocés. Era el tercer hijo del octavo conde de Kintore.
Keith-Falconer nació en Edimburgo. Tras graduarse en la Harrow School y la Universidad de Cambridge, se mudó a Londres a emprender su labor evangelizadora. En 1886 fue nombrado profesor de árabe en Cambridge pero pronto se trasladaría a Adén a trabajar como misionero. Tradujo las Fábulas de Bidpaï. Keith-Falconer también fue un atleta y un renombrado ciclista, campeón mundial de ciclismo en 1878.

## Biografía
Keith-Falconer era el tercer hijo del conde de Kintore y pasó su niñez en la casa ancestral en Escocia y en Brighton, en la costa meridional de Inglaterra. En 1869, cuando tenía 13 años, consiguió una plaza en la Harrow School, situada entonces en un campo al noroeste de Londres. Tomó notas de sus lecciones en taquigrafía, algo que había aprendido de forma autodidacta.

## Intereses árabes
Keith-Falconer aprendió hebreo en Harrow antes de interesarse por otras lenguas semíticas. En Cambridge profundizó en sus conocimientos de hebreo y estudió árabe y siríaco. El programa de estudio exigía un conocimiento avanzado de la Biblia hebrea. 
Keith-Falconer continuó sus estudios de árabe en Alemania, donde tuvo ocasión de perfeccionar su alemán mientras ampliaba su conocimiento de la cultura de Arabia. Permaneció en Leipzig durante cinco meses en 1881. Ese mismo año conoció al general Charles George Gordon, quien le escribió desde Southampton el 25 de abril de 1881:
Mi estimado señor Keith-Falconer:
Deseo poder darle algo que satisfaga sus intereses laborales, tanto en el plano secular como religioso. Este es el tipo de trabajo adecuado para un hombre y creo que lo podría encontrar. ¿Le gustaría ir a Estambul como voluntario a trabajar como agregado militar del señor Dufferin? De estar interesado, podría intentarlo, o también podría trabajar como secretario particular en San Petersburgo. De lo contrario, ¿le interesaría visitarme en la ermita en Siria? Créame en mis buenas intenciones, atentamente, C. G. Gordon.
Keith-Falconer partió rumbo a Asiut en octubre, a 350 km de El Cairo, a orillas del Nilo. Era el destino más lejano del ferrocarril egipcio. Sus primeras impresiones fueron poco alentadoras. El 20 de noviembre escribió:
Nunca olvidaré el polvo. Me disponía a leer Islamisme de Dozy cuando la intensa polvareda nos ensució al libro y a mí, provocando que me irritara y dejara de leer. Hay algunos griegos en Egipto a los que no les gusta el trabajo manual, por lo que normalmente prefieren mantener un negocio, especialmente restaurantes y hoteles. El Dr. Hogg [su anfitrión] es un arabista de primer nivel. Predica en árabe con perfecta fluidez. Enseña a su alumnado en árabe, incluyendo la clase de solfeo.